# 14143 Hadfield
14143 Hadfield (1998 SQ18) là một tiểu hành tinh vành đai chính được phát hiện ngày 18 tháng 9 năm 1998 bởi Spacewatch ở Kitt Peak.